# West Monroe (Míchigan)
West Monroe es un lugar designado por el censo ubicado en el condado de Monroe en el estado estadounidense de Míchigan. En el Censo de 2010 tenía una población de 3503 habitantes y una densidad poblacional de 1.085,49 personas por km².

## Geografía
West Monroe se encuentra ubicado en las coordenadas 41°54′51″N 83°25′54″O / 41.91417, -83.43167. Según la Oficina del Censo de los Estados Unidos, West Monroe tiene una superficie total de 3.23 km², de la cual 3.19 km² corresponden a tierra firme y (1.04%) 0.03 km² es agua.

## Demografía
Según el censo de 2010, había 3503 personas residiendo en West Monroe. La densidad de población era de 1.085,49 hab./km². De los 3503 habitantes, West Monroe estaba compuesto por el 93.69% blancos, el 2.2% eran afroamericanos, el 0.23% eran amerindios, el 0.31% eran asiáticos, el 0% eran isleños del Pacífico, el 1.26% eran de otras razas y el 2.31% pertenecían a dos o más razas. Del total de la población el 4.03% eran hispanos o latinos de cualquier raza.